# Tienshanita
La tienshanita és un mineral de la classe dels silicats. Rep el nom de ls muntanyes Tien Shan, a on es troba la glacera Dara-i-Pioz, la seva localitat tipus.

## Característiques
La tienshanita és un silicat de fórmula química KNa₃Na₆Ca₂Ba₆Mn₆(Ti4+,Nb)₆B₁₂Si36O114(O,OH,F)11. Va ser aprovada com a espècie vàlida per l'Associació Mineralògica Internacional l'any 1967. Cristal·litza en el sistema hexagonal. La seva duresa a l'escala de Mohs es trona entre 6 i 6,5. Segons la classificació de Nickel-Strunz, la tienshanita pertany a «09.CL: Ramificacions úniques de 6 enllaços de [Si₆O18]12-".

## Formació i jaciments
Va ser descoberta a la glacera Dara-i-Pioz, a la regió sota subordinació republicana (Tadjikistan). Es tracta de l'únic indret de tot el planeta on ha estat descrita aquesta espècie mineral.